# Färed
Färed är kyrkbyn i Färeds socken i Mariestads kommun i Västergötland, belägen öster om Mariestad. 
I byn som är utsträckt ligger Färeds kyrka.